# Motteville
Motteville é uma comuna francesa na região administrativa da Normandia, no departamento de Sena Marítimo. Estende-se por uma área de 8,72 km². Em 2010 a comuna tinha 789 habitantes (densidade: 90,5 hab./km²).